# Tjauchi
Tjauchi (georgiska: ჭაუხი) är ett berg i Georgien (stora Kaukasus).
Berget är beläget vid en ravin i den centrala delen av den kaukasiska åsen. Längs berget rinner en av Georgiens längsta floder, Aragvi. Berget är ett av de högre i Georgien, på 3 688 m ö.h.